# Оллета, Мартин
Мартин Оллета (исп. Martín Olleta; XVIII век) — вождь племени чоно, важный посредник между испанскими властями на архипелаге Чилоэ и коренными жителями заливов и проливов Патагонии. Испанский губернатор Чилоэ Викториано Мартинес де Тинео называл его gobernadorcillo de dicha nación chonos («маленький губернатор нации чонос»). Оллета использовал жезл с серебряной ручкой как символ своей власти.
Оллета упоминается в источниках в связи с одним сюжетом — спасением моряков с британского фрегата «Вейджер», потерпевшего крушение у берегов необитаемого острова в архипелаге Гуаянеко. Во главе группы чонос Оллета приплыл на остров через 15 дней после того, как оставшиеся британские моряки вернулись туда, потерпев неудачу в попытке обогнуть полуостров Тайтао на лодке. Хирург с «Вейджера» говорил по-испански, и благодаря этому стороны смогли договориться. Оллета согласился провести британцев к испанскому поселению, а те отдали лодку и все железные предметы. Чонос провели британцев необычным маршрутом через озеро Президенте Риос на полуострове Тайтао; перед встречей с испанцами они спрятали всё железо (вероятно, чтобы избежать его конфискации). Когда испанские власти узнали, что по пути на север потерялся лейтенант Гамильтон, они заставили Оллету вернуться и найти его.
Исследовательница Химена Урбина полагает, что Оллета узнал о крушении британского корабля от чонос, живших неподалёку, и что его появление на острове было не случайным.
Оллета стал героем книги Дэвида Гранна «Вейджер: История о кораблекрушении, мятеже и убийстве» (2023). Режиссёр Мартин Скорсезе начал работу над экранизацией этой книги.